# Ernst John von Freyend
Ernst John von Freyend (Breslau, 25 maart 1909 - 24 maart 1980) was een Duitse stafofficier in de OKW en adjudant voor Generalfeldmarschall Wilhelm Keitel tijdens de Tweede Wereldoorlog. Hij was de persoon die, niet wetende dat het om een bom ging, de aktetas met bom om Adolf Hitler te vermoorden op 20 juli 1944 mee naar binnen nam en bij Hitler plaatste.

## 20 juli 1944
Op 20 juli 1944, arriveerde majoor Freyend op de Wolfsschanze in Rastenburg, Oost-Pruisen voor een situatiebespreking die bijgewoond werd door Hitler. Ook aanwezig was Oberst Claus von Stauffenberg, de ondergeschikte van Generalfeldmarschall Wilhelm Keitel, die met een aktetas arriveerde. Omdat Stauffenberg invalide was geworden door het verlies van zijn rechterhand en twee vingers aan zijn linkerhand, bood Von Freyend aan om de aktetas voor hem te dragen. Eerst wees Stauffenberg het aanbod af, maar aarzelend om de conferentiezaal te betreden, vroeg hij Von Freyend om hem zo dicht mogelijk naast Hitler te zetten. Hij stelde: "Zodat hij alles kon horen wat de Führer zei voor mijn briefing naderhand". Von Freyend plaatste de aktetas bij de tafelpoot, rechts van generaal Adolf Heusinger, die naast Hitler stond. Stauffenberg veranderde de positie. Heinz Brandt wilde even later de kaart beter kunnen zien en verplaatste de aktetas naar de andere zijde van de dikke tafelpoot én verder weg van Hitler. Zeven minuten later explodeerde de bom. Later is men tot de conclusie gekomen dat de exacte positie naast de tafelpoot de cruciale factor was voor wie de explosie zou overleven. Ernst John von Freyend raakte zelf licht gewond.

## Na 1945
Ernst John von Freyend vertegenwoordigde als assistent en kamerheer, Keitel bij de Processen van Neurenberg. Hij was niet betrokken bij de militaire besluitvormingsprocessen. Begin 50'er jaren was hij werknemer bij de Organisation Gehlen, de voorloper van de Bundesnachrichtendienst.

## Militaire carrière
- Oberst:
- Oberstleutnant: februari 1945[1]
- Major: 1943[1]
- Hauptmann: 1940[1]
- Oberleutnant: 1938[1]

## Vertolkingen
In films werd de rol van Ernst John von Freyend door de volgende acteurs vervuld:
- Manfred Bendik in de Oostblok-co-productie Liberation: Direction of the Main Blow (1971)
- Michael Fitzgerald in de Amerikaanse televisiefilm The Plot to Kill Hitler (1990)
- Andy Gätjen in de Duitse televisiefilm Stauffenberg (2004).
- Werner Daehn in de Amerikaanse film Valkyrie (2008).